# Calliergis
Calliergis is een geslacht van vlinders van de familie Uilen (Noctuidae), uit de onderfamilie Cuculliinae.

## Soorten
- C. peruviana Hampson, 1914
- C. ramosa

Zuidelijke kamperfoelie-uil (Esper, 1786)
- C. ramulosa Staudinger, 1888
- C. tropicalis Schaus, 1911